# Біонічні контактні лінзи

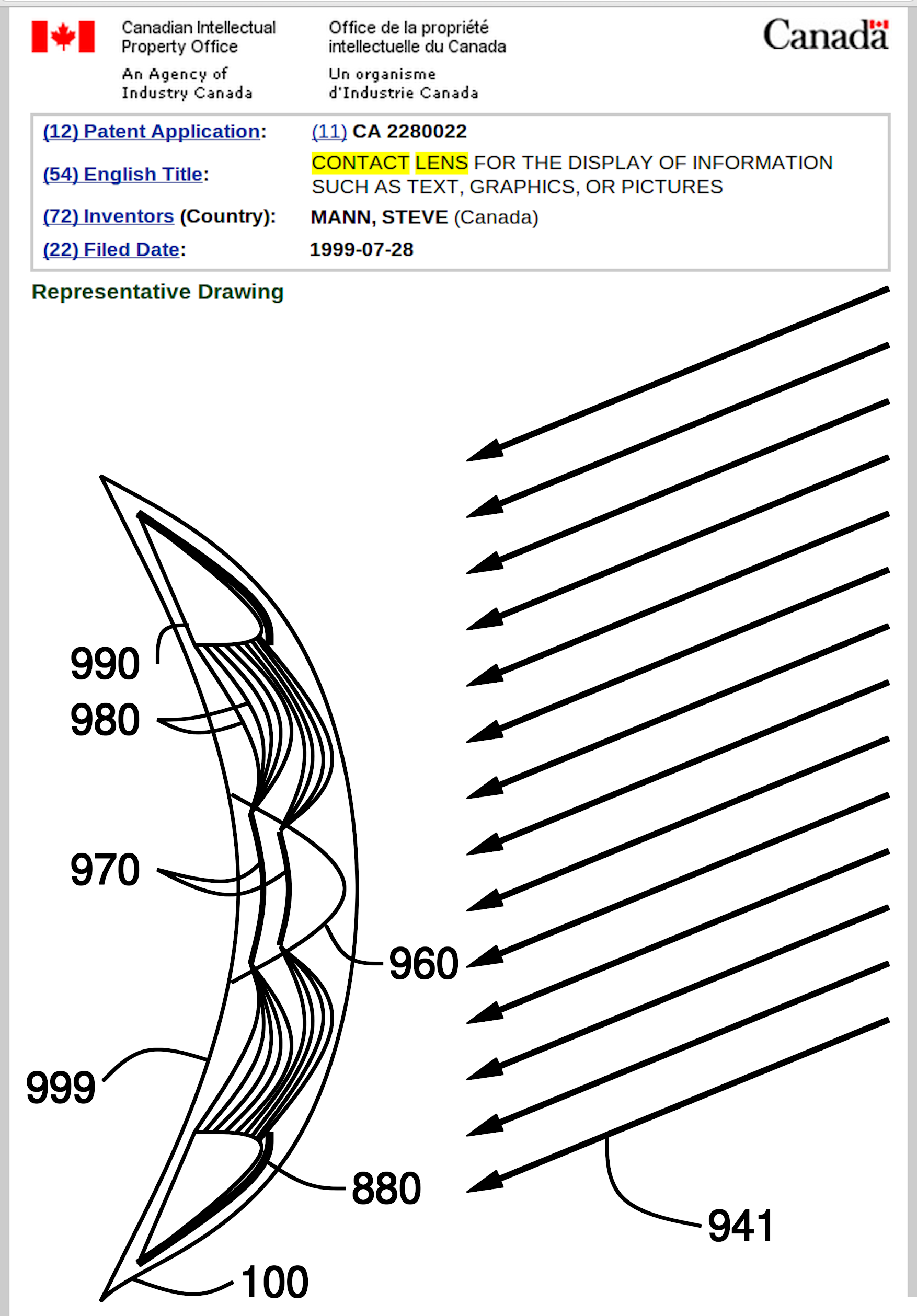
Ранні варіанти дисплея з контактними лінзами, заявка на патент Канади 2280022, 28 липня 1999 р.

Біонічні контактні лінзи — проєктований (розробляється, але не доведений до масового виробництва) віртуальний дисплей, який може мати безліч застосувань: від надання допомоги слабкозорим до індустрії відеоігор. Пристрій буде мати вигляд звичайної контактної лінзи зі включенням біонічних технологій. Лінзи будуть використовувати функціональні електронні схеми і інфрачервоне світло, щоб створити віртуальний дисплей.
|                                                                            | Дивлячись через готові лінзи, ви бачите, що генерований дисплей накладаєтьсятся на зовнішній світ |
| — Бабак Парвіз, доцент кафедри електротехніки Вашингтонського університету |                                                                                                   |

## Виробництво
Для лінз необхідні органічні матеріали, які біологічно безпечні, а також неорганічні матеріали для електронних схем. Електронні схеми побудовані з шарів металу товщиною декілька нанометрів. Світлодіоди товщиною всього одну третину міліметра, тому їх «порошком» насипають на лінзу і для упорядкування крихітних компонентів застосовують техніку, яка називається мікрофабрикація або самоорганізоване складання. Капілярні сили розтягують частини на їх кінцеві позиції.

## Розробка і прототипи
Гарві Го (Harvey Ho), в минулому аспірант Бабака Парвіза (Babak Parviz), який працює у Sandia National Laboratories у Ліверморі, штат Каліфорнія, представив результати розробок у січні 2008 року на Міжнародній конференції з мікроелектромеханічних системам (або мікророботів) у Тусоні, штат Аризона. Лінзи, як очікується, будуть містити більше електроніки і дадуть можливість «бачити» у зонах, де зором важко будь що сприймати. В майбутніх розробках очікуються бездротове радіочастотне передавання електроенергії і сонячні батареї. Прототип не світится або відображає інформацію[прояснити], але доводить те, що можливе створення біологічно безпечних електронних лінз, які не перешкоджатимуть зору людини. Інженери випробували готові лінзи на кроликах протягом 20 хвилин і у тварин не спостерігалось ніяких проблем.
У 2013 році група вчених під керівництвом Чан Юн Пака з південнокорейского Національного інституту науки і технологій Ульсана представила м'яку контактну лінзу з вкрапленим світодіодом, для якого використали графен і срібну нанодротину. Пятигодинне випробовування показало, що живий кролик може носити лінзи зі світловипромінюючим діодом без будь-яких побічних ефектів.